# Drop
在流行音乐，尤其是在電子舞曲中，drop是由节奏或低音声部突变所产生的一个歌曲段落，并位于歇段之后。
Drop被认为是电子舞曲的高潮部分。美国全国公共广播电台如此形容：“在紧张情绪释放后，节奏更清晰地呈现，释放之前积蓄的巨大能量......动量增加、音高提升、紧张扩散、音量变响，直到突然——drop出现了。“公告牌杂志描述：“低音和节奏到达顶峰后（即是drop）......使得演唱会里的观众们突然开始上蹿下跳。”
另一種編曲技巧是 Anti-Drop，是在副歌部分把編曲簡化成節奏（鼓、貝斯）和人聲 （主音聲樂、口哨），達到淨化和空間感。Charlie Puth 製作《關注》時描述：「在很多人準備那種 Drop，我不給他們，我給空靈感的 Anti-Drop」。這技巧在韓國流行音樂廣為使用，甚至比該曲先為使用（BLACKPINK - 《口哨》， 2016）。